# آخرین نیای مشترک جهانی
جهان‌نیای پایانی یا جهان‌نیای پایانی مشترک به واپسین و پایانی‌ترین جانداری گفته می‌شود که همهٔ جانداران دیگر بر روی زمین از آن سرچشمه گرفته و گسترش یافته‌اند و آن جاندار، نیای مشترک همهٔ آن‌ها است. از این رو، جهان‌نیای پایانی همان نزدیک‌ترین نیای مشترک همهٔ جانداران روی زمین است. برآورد می‌شود که جهان‌نیای پایانی حدود ۳٫۵ میلیارد سال پیش می‌زیسته است.